# Кенойер, Джонатан Марк
Джонатан Марк Кенойер (англ. Jonathan Mark Kenoyer; род. 1952) — американский археолог, один из ведущих в мире специалистов по истории Хараппской цивилизации. Член Американской академии искусств и наук и Антропологической ассоциации США.
Один из немногих учёных-историков, кто  воссоздал, основываясь на археологических исследованиях, путь становления человеческой расы проживающей в районе реки Инд, он стал единственным учёным, положившим конец  мифу  о безграмотности тамошней цивилизации. Найденные элементы домашней утвари и некоторые экземпляры бытовых устройств жителей 5000 годов до н.э. свидетельствуют, по мнению специалистов, о высоком уровне интеллектуального развития человека тех времён.

## Критика
Известный индийский археолог Дилип Чакрабарти  обвиняет западных археологов и особенно Кенойера в умалении значения цивилизации долины Инда, которую те рассматривают  главным образом как торговый пост  Западноазиатских цивилизаций.

## Книги и сборники
- 1983   Shell Working Industries of the Indus Civilization: An archaeological and ethnographic perspective. PhD dissertation at University of California-Berkeley.
- 1986	Excavations at Mohenjo-daro, Pakistan: The Pottery. By George F. Dales and Jonathan Mark Kenoyer, University Museum Monograph 53. University Museum, University of Philadelphia.
- 1989	Old Problems and New Perspectives in the Archaeology of South Asia. Wisconsin Archaeology Reports, Volume 2. Department of Anthropology, University of Wisconsin at Madison.
- 1994	From Sumer to Meluhha: Contributions to the Archaeology of South and West Asia in Memory of George F. Dales, Jr. Wisconsin Archaeology Reports, Volume 3. Department of Anthropology, University of Wisconsin at Madison.
- 1998	Sarang and Jeevai: A coloring book story of the ancient Indus Valley. Oxford University Press, Karachi.
- 1998   Ancient Cities of the Indus Valley Civilization. Oxford University Press and American Institute of Pakistan Studies, Karachi.
- 2005	The Ancient South Asian World. By Jonathan Mark Kenoyer and Kimberly Heuston. Oxford University Press, New York.